# Rust (Echo & the Bunnymen)
Rust è un singolo del gruppo musicale inglese Echo & the Bunnymen, pubblicato il 15 marzo 1999 come primo estratto dall'album What Are You Going to Do with Your Life?
Raggiunse il numero 22 della classifica britannica.

## Il disco
Il singolo venne distribuito su London Records in vinile 7 pollici e in due versioni separate di CDs - a parte la title track, tutte e tre le uscite avevano tracce differenti e ciascuno una copertina diversa.
La traccia del titolo fu scritta da Will Sergeant e Ian McCulloch - Les Pattinson aveva lasciato la band per occuparsi della madre malata. I testi e la melodia del coro sono stati presi in prestito dalla canzone di McCulloch del 1992 Ribbons and Chains. La pubblicazione venne prodotta congiuntamente da Alan Douglas, McCulloch e Paul Toogood. La title track fu mixata da Mark Stent mentre le altre tracce da Mike Hunter.

## Tracce

### 7"
Lato A
1. Rust Radio Edit

Lato B
1. The Fish Hook Girl

### CD
1. Rust Radio Edit - 4:17
2. The Fish Hook Girl - 4:39
3. See the Horizon - 4:03

### CD (alternativo)
1. Rust - 5:26
2. Sense of Life – 4:18
3. Beyond the Green – 2:43

## Formazione
- Ian McCulloch - voce, chitarra
- Will Sergeant - chitarra
- Guy Pratt - basso
- Jeremy Stacey - batteria

## Classifiche
| Classifica (1999) | Posizione massima |
| ----------------- | ----------------- |
| Regno Unito       | 22                |